# Medaglia Chapman
La medaglia Chapman (in inglese Chapman Medal), istituita nel 1973 in onore di Sydney Chapman, è un premio consegnato dalla Royal Astronomical Society per meriti nella ricerca nel campo dello studio del Sole, delle scienze planetarie e dell'interazione Sole-Terra.
Inizialmente assegnata ogni tre anni, dal 2004 lo è stata ogni due ed infine dal 2012 annualmente.

## I premiati
- 1973 - Drummond Matthews, Frederick Vine
- 1976 - Syun-Ichi Akasofu
- 1979 - Eugene Parker
- 1982 - James Dungey
- 1985 - Peter Goldreich
- 1988 - D. Ian Gough
- 1991 - Stan Cowley
- 1994 - Ian Axford
- 1998 - Mike Lockwood
- 2001 - Jeremy Bloxham
- 2004 - Richard Harrison
- 2006 - Steven Jay Schwartz
- 2008 - André Balogh
- 2010 - Bernard Roberts
- 2012 - Andrew Fazakerley
- 2013 - Stephen Milan[1]
- 2014 - Louise Harra[2]
- 2015 - Alan Hood[3]
- 2016 - Philippa Browning[4]
- 2017 - Mervyn Freeman[5]
- 2018 - Emma Bunce[6]
- 2019 - Tom Stallard
- 2020 - Cathryn Mitchell
- 2021 - Ineke De Moortel
- 2022 - Sandra Chapman
- 2023 - Nicholas Achillesos
- 2024 - Valery Nakariakov [7]